# Людвинівка (Вишгородський район)
Людви́нівка — село в Україні, у Іванківській селищній громаді Вишгородського району Київської області. Населення становить 70 осіб.

## Розташування
Село Людвинівка розташувалось на правому березі річки Осниці, притоки річки Жереви, що впадає в річку Тетерів. Знаходиться за 0,5 кілометрів на захід від села Варівськ за 30 кілометрів від залізничної станції Малин, за 110 кілометрів північніше Києва.

## Назва
Назва походить від імені поміщика Людвіка Жміївського. За радянської влади населений пункт був підпорядкований Варівській сільській раді.

## Історія
За спогадами старожилів село Людвинівка засновано приблизно в XIX столітті. Село і землі належали поміщику Людвику Жміївському — від того і пішла назва села. Першими поселенцями села Рафалівки були росіяни-старообрядовці які тікали у ліси. Першими поселенцями були Блохіни. Займалися скотарством, землеробством і лісовим промислом.
На час ліквідації кріпосного права в селі нараховувалось 16 хат і близько 100 жителів. Жителі орендували землю в поміщика Людвика Жміївського. Під час реформи було взято частину земель і передано селянам під виплату на 49 років.
На кінець XIX століття в селі було 37 хат і 237 жителів.
7 (20) листопада 1917 року, відповідно до Третього Універсалу Української Центральної Ради, увійшло до складу Української Народної Республіки.
Після Жовтневого заколоту Людвинівка була підпорядкована Варівській сільській раді. Під час колективізації село було окремою рільничою бригадою і входила в колгосп імені Воровського села Варівськ. З 1935 по 1951 село було окремим колгоспом імені Кірова. За даними 1951 року в селі 83 будинки і 276 осіб.
Мешканці села активно брали участь у боротьбі з німецькими окупантами, входили до комуністичних партизанських загонів. За Німецько-радянської війни загинуло 27 чоловік.
12 червня 2020 року, відповідно до розпорядження Кабінету Міністрів України № 715-р «Про визначення адміністративних центрів та затвердження територій територіальних громад Київської області», увійшло до складу Іванківської селищної територіальної громади.
19 липня 2020 року, в результаті адміністративно-територіальної реформи та ліквідації Іванківського району, село увійшло до складу новоутвореного Вишгородського району.
З кінця лютого до 1 квітня 2022 року під час російсько-української війни село було окуповане російськими військами.

## Населення

### Мова
Розподіл населення за рідною мовою за даними перепису 2001 року:
| Мова       | Відсоток |
| ---------- | -------- |
| українська | 98,57%   |
| російська  | 1,43%    |